# Лунино (Неманский район)
Лу́нино (до 1938 года — Ленгветен (нем.  Lengwethen ), с 1938 по 1946 годы Хоэнзальцбург (нем.  Hohensalzburg )) — посёлок в Неманском районе Калининградской области. Административный центр Лунинского сельского поселения.

## География
Лунино расположено в 12 км от Немана и в 20 км от Советска на трассе А-198 Гусев — Советск. Недалеко от посёлка строится Балтийская АЭС.

## История
Поселение Ленгветен было основано в XVI веке. Входило в состав Пруссии, позднее Германии. В 1735 году в нём была построена кирха. Во время Первой мировой войны в августе 1914 года было занято русской армией генерала Ренненкампфа. В 1938 году Ленгветен был переименован в Хоэнзальцбург. В 1939 году в поселении проживало 364 человека. По итогам Второй мировой войны Хоэнзальцбург вошёл в состав СССР. В 1946 году переименован в Лунино.

## Население
| 1910 | 1939 | 2002 | 2010 |
| ---- | ---- | ---- | ---- |
| 313  | ↗364 | ↗562 | ↘465 |

## Достопримечательности
- Памятник павшим советским воинам
- Кирха[5]
- Дом Иоханны Амброзиус (Johanna Ambrosius), народной немецкой поэтессы, автора первой «Песни Восточной Пруссии».